# معماری بودایی ژاپنی

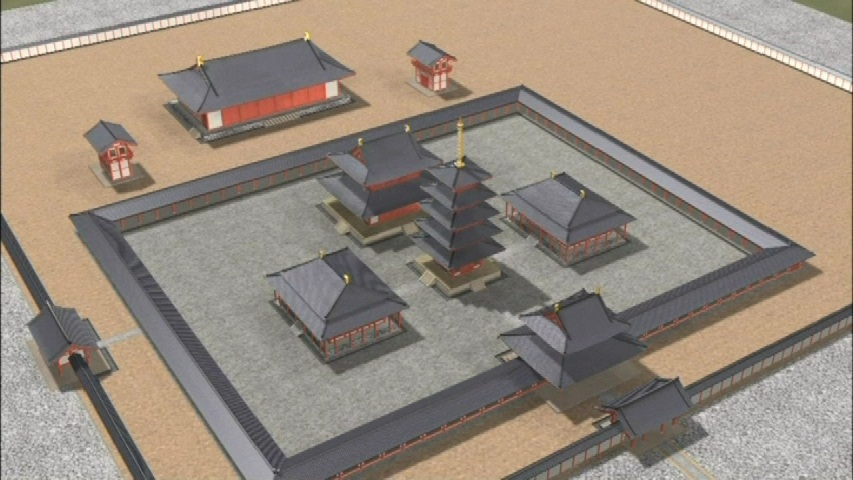
نوعی معماری بودایی

معماری بودایی ژاپنی (انگلیسی: Japanese Buddhist architecture) معماری معابد بودایی در ژاپن است که متشکل از گونه‌های محلی توسعه‌یافته سبک‌های معماری متولد چین است. پس از ورود آیین بودایی از قاره از طریق سه پادشاهی کره در قرن ششم، ابتدا تلاش شد تا ساختمان‌های اصلی تا حد امکان وفادارانه بازتولید شوند، اما به تدریج نسخه‌های محلی به وجود آمدند. سبک‌ها هم برای برآورده کردن ذائقه ژاپنی و هم برای حل مشکلات ناشی از آب و هوای محلی، که بارانی‌تر و مرطوب‌تر از چین است، ایجاد شدند. اولین فرقه‌های بودایی نارا (ژاپن)، شش نانتو روکوشو) (南都六宗، شش فرقه نارا) بودند که در طول دوره هی‌آن توسط شینگون و تندای در کیوتو دنبال شدند. بعدها، در طول دوره کاماکورا، در کاماکورا، کاناگاوا فرقه جودو و فرقه بومی ژاپنی نیچیرن-شو متولد شدند.